# Piper obatense
Piper obatense är en pepparväxtart som beskrevs av Ernest Justus Schwartz. Piper obatense ingår i släktet Piper och familjen pepparväxter. Inga underarter finns listade i Catalogue of Life.